# Pedra fundamental de Brasília
A pedra fundamental de Brasília é um obelisco construído como monumento arquitetônico para lançar a construção de Brasília.
O obelisco está localizada no Morro do Centenário a 1 033 metros de altitude e 47º39' de longitude, a exatamente 10 km de Planaltina, onde também se localiza a Igreja de São Sebastião, que tem aproximadamente 200 anos, contrastando com a idade real da localidade mais velha do Distrito Federal, Planaltina.

## História
Em 1751 Marques de Pombal  idealizou a construção de Brasília, como sendo uma forma protetiva, pois como a sede do governo era localizada próxima ao mar, era muito suscetível à invasões e possíveis tomadas inimigas. Somente com a Constituição brasileira de 1891, que em seu Artigo 3º diz que: "Fica pertencendo à União, no planalto central da República, uma zona de 14 400 quilômetros quadrados, que será oportunamente demarcada para nela estabelecer-se a futura Capital federal", foi que se iniciaram as expedições para estudar e demarcar a área para a futura Capital Federal do Brasil, a primeira delas sendo a Missão Cruls. No entanto mais uma vez a expectativa seria frustrada por questões politicas e somente em 1953 foi enfim autorizada a construção de Brasília.
Na comemoração do centenário da Independência, em 7 de setembro de 1922, ao meio-dia, o presidente dos Estados Unidos do Brasil, Epitácio Pessoa, fez assentar a pedra fundamental da futura capital do país a 10 km de Planaltina. Baseada no sonho de Dom Bosco, a pedra fundamental caracterizaria o ponto central do Brasil, "entre os paralelos 15 e 20 graus".

### Missão quase impossível

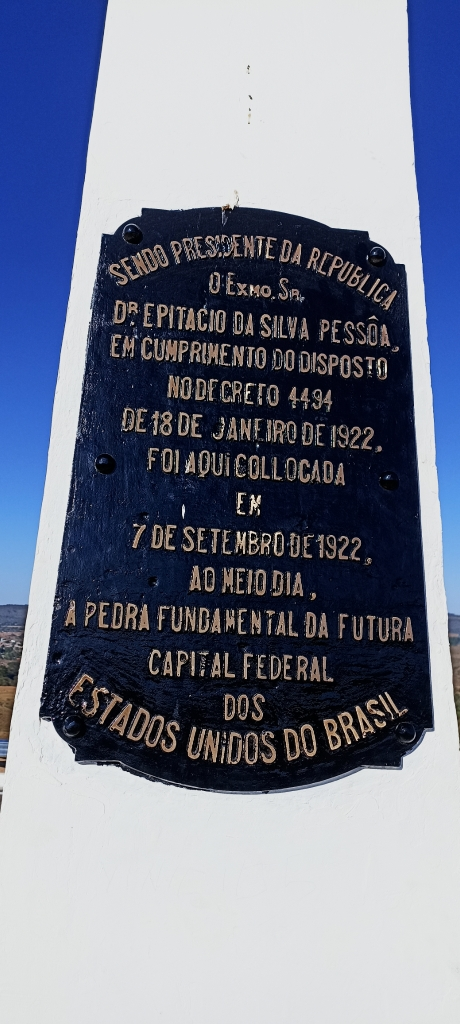
Placa de inauguração do monumento.

O decreto para o assentamento da pedra fundamental foi assinado por Epitácio Pessoa em janeiro de 1922, mas o diretor da Estrada de Ferro Goiás em Araguari (MG), Balduíno Ernesto de Almeida, foi informado pelo Inspetor de Estradas de Ferro, Palhano de Jesus, por telegrama somente em 27 de agosto. Ou seja, somente a dez dias do Centenário ele soube que teria que erguer o monumento no Quadrilátero Cruls, a 450 km dali, e inaugurá-lo de forma solene, exatamente ao meio-dia de 7 de setembro.

### Vandalismo
Em 30 de outubro de 2021 o monumento foi alvo de disparos de arma de fogo. Tanto a pedra quanto a placa de metal foram atingidos. O professor Robson Eleutério explica que em 99 anos de existência, o local nunca havia sofrido com este tipo de atentado. Existem relatos de que militares da coluna Prestes dispararam contra o monumento em 1924, mas não há comprovação do fato.

## Descrição
O Obelisco tem forma piramidal de base quadrada com 3,75 m de altura, a contar das fundações. As suas faces estão orientadas pelos pontos cardeais. A Placa comemorativa está situada na face oeste, na qual está escrito: "Sendo Presidente da República o Excelentíssimo Senhor Dr. Epitácio da Silva Pessoa, em cumprimento ao disposto no decreto n.º 4.494 de 18 de janeiro de 1922, foi aqui colocada em 07 de setembro de 1922 ao meio-dia, a Pedra Fundamental da Futura Capital Federal dos Estados Unidos do Brasil". O marco geodésico encontra-se a sete metros do monumento, a 10 km de Planaltina e a 24 km a NE da estação rodoviária de Brasília (em linha reta), em concreto, com chapa do IBGE cravada no topo, numa caixa com tampa móvel e de ferro fundido.